# Steyr TMP
Steyr TMP (Taktische Maschinenpistole/Tactical Machine Pistol) là một loại súng ngắn tự động cỡ đạn 9x19mm Parabellumđược sản xuất bởi hãng Steyr Mannlicher của Áo. Băng đạn là loại hộp rời 15, 20 hoặc 30 viên. Ống giảm thanh có thể được lắp thêm vào súng. Steyr SPP là phiên bản dân sự của TMP, không có rãnh trước và chỉ có cơ chế bắn bán tự động.
Vào năm 2001, Steyr đã bán lại bản thiết kế cho Brügger & Thomet, hãng đã phát triển nó thành Brügger & Thomet MP9.

## Sử dụng
- Austria: Được sử dụng bởi EKO Cobra.[3]
- Italy: Được sử dụng bởi Gruppo di Intervento Speciale.[4]